# Piccoli ladri
Piccoli ladri (Sag-haye Velgrad) è un film iraniano del 2004 diretto da Marzieh Meshkini in concorso alla 61ª Mostra internazionale d'arte cinematografica di Venezia.

## Trama
I protagonisti sono due bimbi soli al mondo, fratello e sorella, che vagano per le strade di Kabul. Una sera, però, il regolamento della prigione che 'ospita' la madre (dove di solito passano la notte) è cambiato e i due ragazzini non hanno più accesso al carcere. Sono così costretti a dormire per strada e a combattere la fame e il freddo. Durante tutte le loro atroci esperienze li accompagna un cagnolino che loro salvano all'inizio del film. L'unica possibilità per entrare nuovamente nel carcere e rincontrare la madre, è quella di commettere un furto. Grazie allo spunto di un film ruberanno una bicicletta.

## Curiosità
I due bambini prima di decidere di commettere il furto di una bicicletta guarderanno al cinema il film Ladri di biciclette di Vittorio De Sica.